# Sackpfeifen-Vorhöhen
Sackpfeifen-Vorhöhen (eigentlich: Sackpfeifen-Vorhöhen (mit Wollenberg); Naturraum-Nummer 332.0) ist der Name eines Naturraums in Hessen. Die übergeordnete Haupteinheit ist der Ostsauerländer Gebirgsrand (332).

## Lage
Die Sackpfeifen-Vorhöhen schließen sich als (komplett bewaldeter) Übergang vom Mittelgebirge ins Hügelland östlich der Sackpfeife an. Eine relativ natürliche Nordwestgrenze bildet die Bundesstraße 253, davon weicht die nicht linienhaft festlegbare Grenze in Die naturräumlichen Einheiten auf Blatt 125 Marburg geringfügig ab.
Markant sind unter anderem das 592 m hohe Arennest oder Aarnest (gut 5 km südöstlich, zwischen den Biedenkopfer Stadtteilen Engelbach, Dexbach und Katzenbach) sowie der 583 m hohe Kohlenberg zwischen Hatzfeld-Eifa und Battenberg-Frohnhausen (4 km ostnordöstlich), der den Übergang in das Hatzfelder Ederbergland markiert.
Im östlichsten Teil der Vorhöhen, noch östlich des 460 m hohen Homberges bei Dautphetal-Buchenau, erhebt sich der 474 m hohe und 13 km südöstlich der Sackpfeife gelegene Wollenberg über die Talebenen von Lahn und Wetschaft. Er ist ebenfalls komplett bewaldet und durch einen schmalen Wald-Korridor mit dem Homberg verbunden. Seine Zuordnung ist nicht ganz eindeutig – Meynen zählte ihn noch zum Gladenbacher Bergland, das sich südlich und ansonsten durch das Obere Lahntal abgetrennt anschließt.
Unmittelbar östlich stoßen die Vorhöhen an die Wetschaft-Senke, die naturräumlich schon dem Burgwald zugerechnet werden.

## Berge
Folgende Berge werden zu den Sackpfeifen-Vorhöhen gezählt – sortiert nach Höhe in Meter (m) über Normalhöhennull (NHN):
- Hassenroth (621,6 m), kuppiger Berg westlich von Dexbach
- Arennest (592 m)
- Heiligenberg (588 m), südsüdwestlich des Hassenroth
- Kohlenberg (583 m)
- Steckelnberg (580,5 m), westlichster Berg der Vorhöhen, westlich des Hassenroth und unmittelbar vor der B 253
- Großer Hardenberg (570,2 m), nordwestlich von Dexbach und durch die Landesstraße 3091 vom südwestlich liegenden Hassenroth deutlich getrennt
- Rahnsberg (560,8 m), südlich Dexbachs und südöstlich des Hassenroth
- Johannisköppe (557,0 m), südwestlich an den Rahnsberg anschließend
- Eckeseite (501 m), nördlicher Stadtberg Biedenkopfs und südlicher Vor-Gipfel des Steckelnsbergs
- Wollenberg (474 m)
- Großer Eschenberg (464 m), östlicher Stadtberg Biedenkopfs und südwestlicher Vor-Berg des Heiligenbergs
- Homberg (460 m)
- Schlossberg (386,2 m), zentraler Stadtberg mit Schloss Biedenkopf